# Un marito scomparso
Un marito scomparso (Un de la légion) è un film del 1936 diretto da Christian-Jaque.

## Trama
Un uomo, a seguito di una delusione amorosa, si ritrova suo malgrado arruolato nella legione straniera.
Non si perde d'animo e riesce anche a guadagnare una medaglia.